# 김인수 (축구인)
김인수(한국 한자: 金奉鉉, 1971년 3월 2일 ~ )는 대한민국의 전 축구 선수이자 현 축구 지도자로 현재 호남대학교 축구부의 감독직을 맡고 있으며 현역 시절 포지션은 수비수였다. 개명 전 이름은 김봉현

## 선수 시절
금호고등학교, 호남대학교 축구부를 거쳐 1995년 K리그 드래프트 3순위로 전북 현대 모터스에 입단하여 2002년 은퇴할 때까지 단 한번의 이적 없이 전북에서만 8시즌을 뛰었고 프로 통산 134경기 10골·5어시스트를 기록하면서 1999년 FA컵 준우승, 2000년 K리그 4위, 2000년 FA컵 우승, 2001년 FA컵 4강 진출, 2001-02년 아시안 컵위너스컵 준우승 등에 기여했으며 선수 시절에는 김봉현이라는 이름으로 활동하다가 현역 은퇴 이후 김인수로 개명했다.

## 지도자 경력
2003년 모교인 호남대학교의 코치로 본격적인 지도자 커리어를 시작하여 2006년까지 3년간 모교의 코치로 근무하며 P급 라이선스를 취득했고 이후 2010년부터 2013년까지 U-20 대표팀 코치로 재직하며 2010년 AFC U-19 챔피언십 3위, 2012년 AFC U-19 챔피언십 우승, 2013년 FIFA U-20 월드컵 8강 등의 성과를 이끌었다.
그 뒤 2014년 대구 FC의 피지컬 코치를 역임하다가 이듬해인 2015년에는 대구 FC 산하 유스팀인 현풍고등학교의 감독으로 재직하기도 했다.
또 이듬해인 2016년 최진철 감독의 요청으로 포항 스틸러스의 수석 코치로 부임했지만 성적 부진으로 최진철 감독이 전격 사퇴한 뒤 포항 구단측이 최순호 감독과 김기동 수석 코치를 선임하면서 감독 대행에 선임된지 이틀만에 물러났다.
그러다가 2016 시즌 도중 제주 유나이티드의 감독으로 선임되어 그 해 제주의 2016년 K리그1 3위 및 2017년 AFC 챔피언스리그 진출을 이끌었지만 당시 조성환 수석 코치가 팀 지도 등으로 인해 P급 라이선스를 취득하지 못한 사실이 밝혀지면서 송경섭 전남 드래곤즈 감독과 더불어 '바지 감독'이라는 논란의 중심에 서기도 했다.
그렇게 2016 시즌을 마친 후 조성환 수석 코치가 제주의 사령탑으로 복귀하면서 제주를 떠나 울산 현대의 코치로 부임하여 2020 시즌까지 울산의 코치로 활약하며 2017년 FA컵 우승, 2018년 K리그1 3위, 2018년 FA컵 준우승, 2019년 K리그1과 2020년 K리그1 준우승, 2020년 AFC 챔피언스리그 우승 등의 화려한 성과를 이끌어냈다.
이후 4시즌동안 역임했던 울산 코치직에서 물러나 2021년 12월 9일 호남대학교의 사령탑으로 부임하며 15년만에 모교의 지도자로 전격 복귀했다.

## 수상

### 클럽 (선수)
전북 현대 모터스
- K리그1 : 4위 (2000)
- FA컵 : 우승 (2000), 준우승 (1999), 4강 (2001)
- 아시안 컵위너스컵 : 준우승 (2001-02)

### 클럽 (지도자)
제주 유나이티드
- K리그1 : 3위 (2016)

울산 현대 (코치)
- K리그1 : 준우승 (2019, 2020), 3위 (2018), 4위 (2017)
- FA컵 : 우승 (2017), 준우승 (2018)
- AFC 챔피언스리그 : 우승 (2020)

### 국가대표팀 (지도자)
대한민국 U-20 (코치)
- AFC U-20 아시안컵 : 우승 (2012), 3위 (2010)

## 참고 자료
- 감독 대신 코치가 지휘, 진풍경 속 승리한 제주